# E. Sparmanns flygplanverkstad

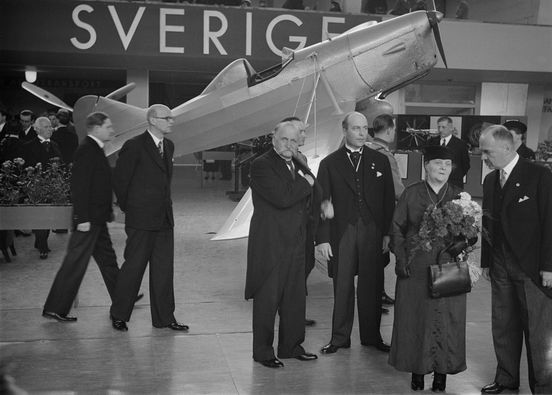
E. Sparmanns flygplanverkstad som visar övningsplanet Sparmann S.1.a. i Helsingfors 1938 under Finlands Luftvärnsförbunds II Internationella Luftfartsutställning (SILI II).

E. Sparmanns flygplanverkstad var en flygplanstillverkare grundat 1932 av Edmund Sparmann på Lilla Essingen i Stockholm med pengar han fått i skadestånd från ett rättsfall om patent. Hos Sparmanns flygverkstad kom bland annat flygkonstruktören Bo Lundberg och hans kollega civilingenjören Sven Werner att arbeta.
Företaget blev 1937 upphandlat av AB Förenade Flygverkstäder (AFF) som några år senare omformades till Svenska Aeroplan AB (SAAB) i Linköping.

## Historia
E. Sparmanns flygplanverkstad grundades 1932 av österrike-svenska ingenjören och provflygaren Edmund Sparmann på Lilla Essingen i Stockholm med skadeståndspengar han fått från ett internationellt rättsfall. I och med första världskrigets start 1914 hade USA konfiskerat några av Sparmanns gyroinstrumentpatent och överlämnat dem till Elmer Ambrose Sperrys företag Sperry Gyroscope Co för vidareutveckling och produktion. Patenten gällde automatiska gyroskop ämnade för flygplan, ubåtar och torpeder, uppfunna av Sparmann runt 1910 till 1913. I och med rättsvinsten fick Sparmann skadestånd på cirka 250 000 svenska kronor.

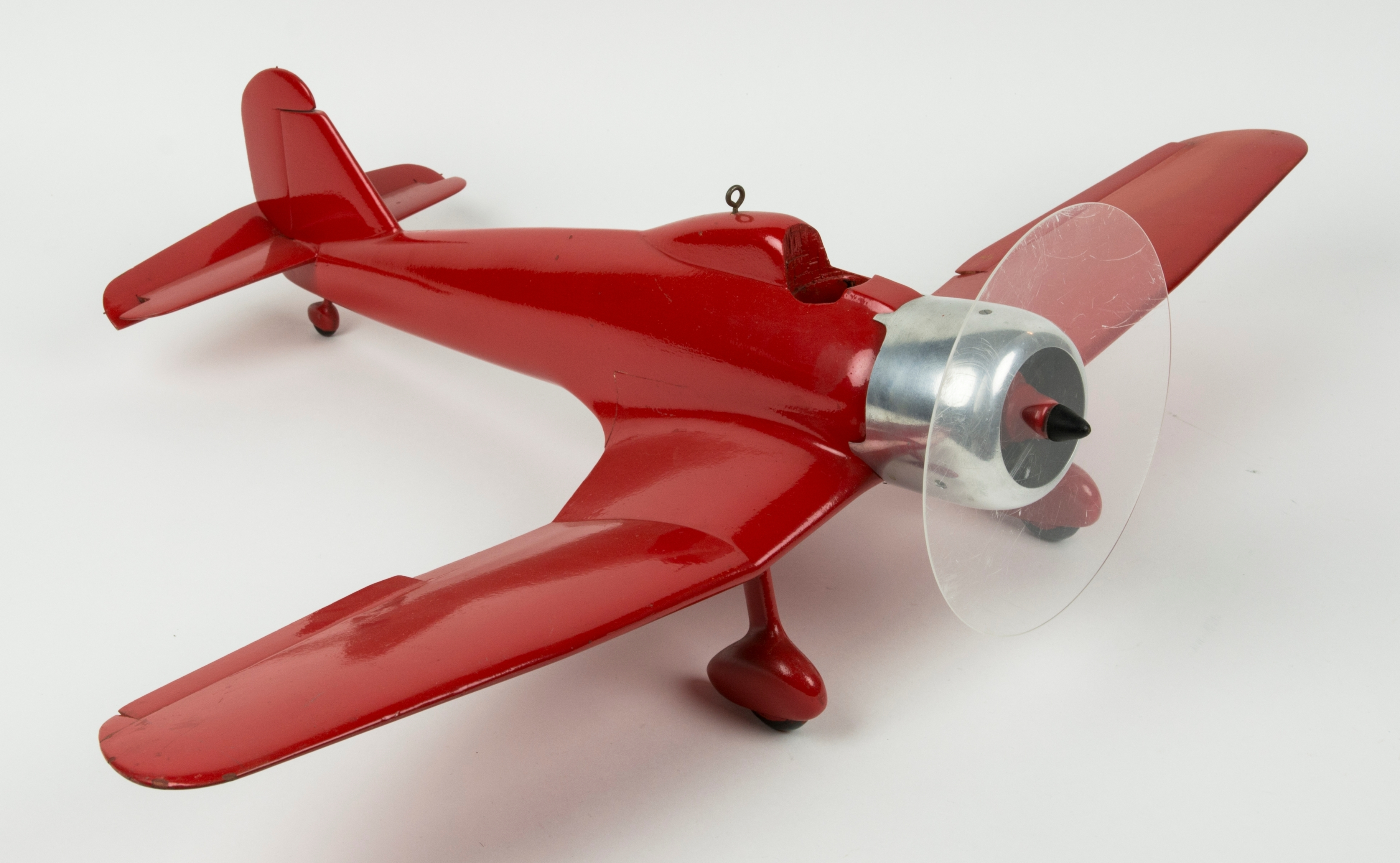
Sparmann E.4. vindtunnelmodell.

I juni 1934 presenterade företaget sin första konstruktion, Sparmann S.1.a., ett övningsjaktplan som i svenska flygvapnet fick benämningen P 1 (Provflygplan 1). Efter S.1.a. kom Sparmanns flygverkstad att konstruera ett jaktflygplan åt svenska flygvapnet kallad Sparmann E.4.. Konstruktionen av Sparmann E.4., primärt vingens konstruktion, utarbetades bland annat av flygkonstruktören Bo Lundberg och hans nära kollega Sven Werner. Hos flygvapnet fick projektet E.4. typbeteckningen P 3 (Provflygplan 3) och var tänkt att bli en ersättare för J 6 Jaktfalken och J 7 Bulldog. På grund av tidsbrist och motorkrav kom projektet att behöva skrotas 1937 utan att någon prototyp byggts. En fullskalig attrapp byggdes men istället köptes Gloster Gladiator (J 8) in. Bo Lundberg och Sven Werner som arbetat hårt på projektet valde då att söka anställning hos Götaverkens Flygavdelning. Kunskapen från E.4. använde de senare i projektet GP9 som till slut blev FFVS J 22.
1937 valde Sparmann att sälja sitt företag till det nybildade AB Förenade Flygverkstäder (AFF), en försvarskoncern ämnad som statlig stridsflygsleverantör, ägt hälften vardera av flygtillverkarna ASJA på Lidingö och Boforsägda SAAB i Trollhättan (före detta Nohab Flygmotorfabrik AB). En av förutsättningarna för koncernens godkännande som statlig leverantör var inlösen av Sparmanns flygverkstad jämte projektet E.4..

## Flygplan
- Sparmann S.1.a.
- Sparmann E.4.